# Cezary Łagiewski
Cezary Łagiewski (ur. 22 listopada 1939 w Łodzi, zm. 2 kwietnia 2013 we Wrocławiu) – polski realizator, operator i reżyser telewizyjny.
W 1966 ukończył studia na Wydziale Operatorskim Państwowej Wyższej Szkoły Teatralnej i Filmowej w Łodzi, od sierpnia tego samego roku rozpoczął pracę we wrocławskim oddziale Telewizji Polskiej. Realizował popularne programy telewizyjne m.in. „Z kamerą wśród zwierząt”, spektakle Teatru Telewizji oraz koncerty muzyki rozrywkowej i klastycznej. Cezary Łagiewski był również wykładowcą na Wydziale Radia i Telewizji im. Krzysztofa Kieślowskiego Uniwersytetu Śląskiego w Katowicach. Był wielokrotnie nagradzany m.in. nagrodą 60-lecia telewizji publicznej.
Został pochowany na cmentarzu św. Wawrzyńca we Wrocławiu.

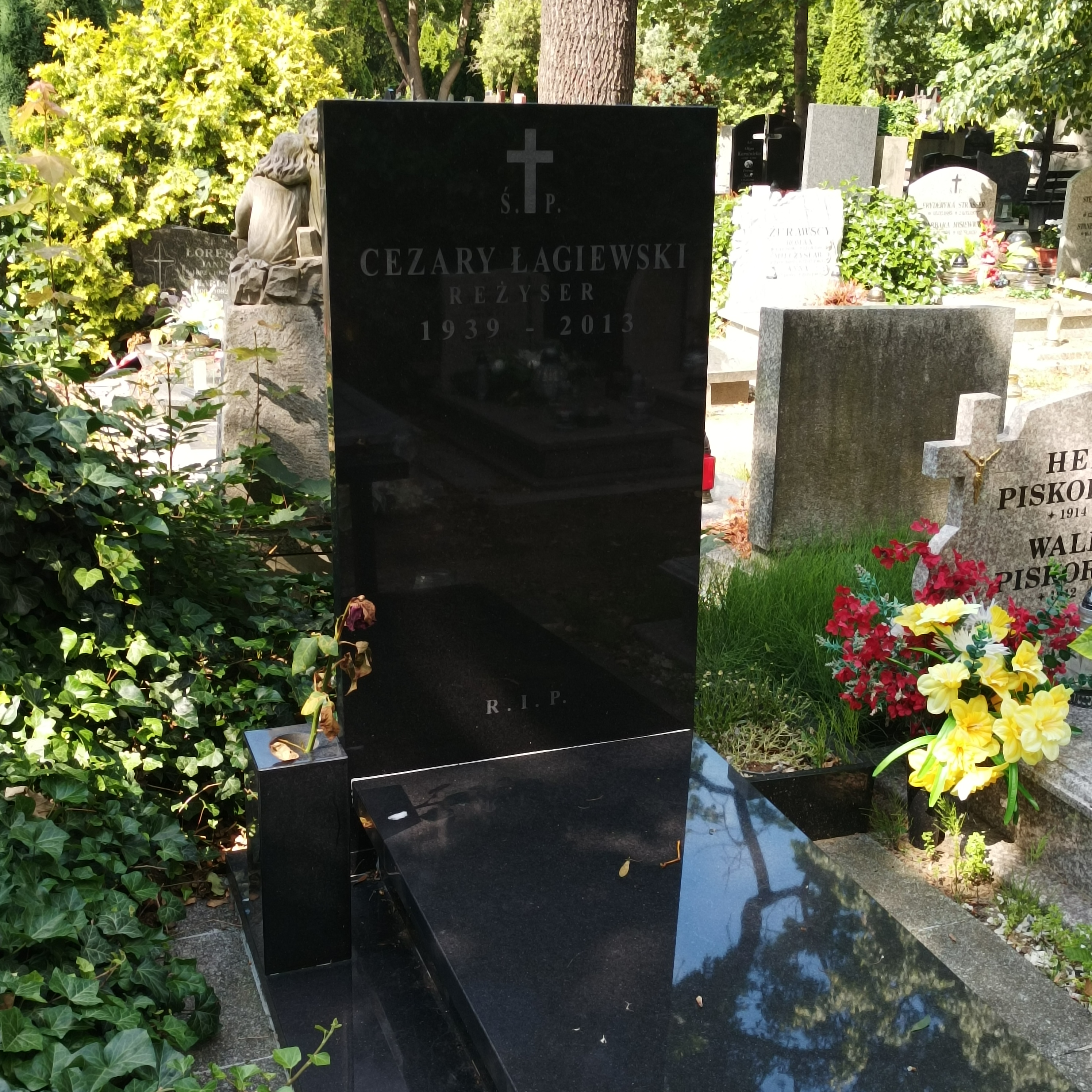
Grób Cezarego Łagiewskiego na cmentarzu św. Wawrzyńca we Wrocławiu